# Jovan Adepo
Jovan Adepo   (Upper Heyford, 6 de setembre de 1988) és un actor britànic-estatunidenc. Es va mudar als 2 anys amb la seva família a Waldorf, Maryland. I és on va començar a actuar en obres escolars i de l'església. Posteriorment va assistir a la Universitat Estatal de Bowie on va rebre la llicenciatura en ciències polítiques i filosofia.
Adepo es va formar com actor sota la tutela d'una varietat d'instructors, incloent Lorrie i Dianne Hull de l'Actors Studio.
Va formar part de Live in Front of a Studio Audience: Norman Lear's All in the Family and The Jeffersons. Va interpretar el paper de Lionel Jefferson. L'equip es va emportar l'Emmy Especial de Varietat Excel·lent (En directe). També va protagonitzar Fences (2016), com a Cory Maxson al costat de Viola Davis i Denzel Washington.
El 2017, va aparèixer com el personatge central a Overlord. El mateix any Adepo va actuar en la pel·lícula de terror Mother! de Darren Aronofsky.
Va interpretar l'Anton McCray adult en When They See Us (2019), nominada a un Emmy. També va actuar com Larry Underwood en una nova versió de The Estand (2019) de Stephen King. Va aparèixer a la pel·lícula independent inèdita anomenada Violent Heart (2020). Va protagonitzar Babylon (2022) representant a Sidney Palmer. I a Mackenzie a Misantropo (2023).
A Adepo, a més a més el varen nomenar un dels "Dazed 100" de la revista Dazed.

### Sèries
| Año       | Títulos                            | Papel                      | Notas                                                         |
| --------- | ---------------------------------- | -------------------------- | ------------------------------------------------------------- |
| 2015–2017 | The Leftovers                      | Michael Murphy             | 11 episodis                                                   |
| 2016      | NCIS: Los Ángeles                  | Emmanuel Salim             | Episodi: "Revenge Deferred"                                   |
| 2018–2019 | Sorry for Your Loss                | Danny Greer                | Protagonista                                                  |
| 2019      | Jack Ryan                          | Marcus Bishop              | Protagonista                                                  |
| 2019      | Live in Front of a Studio Audience | Lionel Jefferson           | Episodi: "Norman Lear's All in the Family and The Jeffersons" |
| 2019      | When They See Us                   | Antron McCray              | Minisèrie                                                     |
| 2019      | Watchmen                           | Will Reeves/Hooded Justice | Episodi: "This Extraordinary Being"                           |
| 2020      | The Stand                          | Larry Underwood            | Minisèrie, 10 episodis                                        |
| 2020      | 5150                               | Celeb                      | Curtmetratge                                                  |
| TBA       | The Three-Body Problem             | TBA                        | Pròxima sèrie                                                 |
| 2024      | Welcome to Derry                   | TBA                        | Pròxima sèrie                                                 |